# 8弦ギター

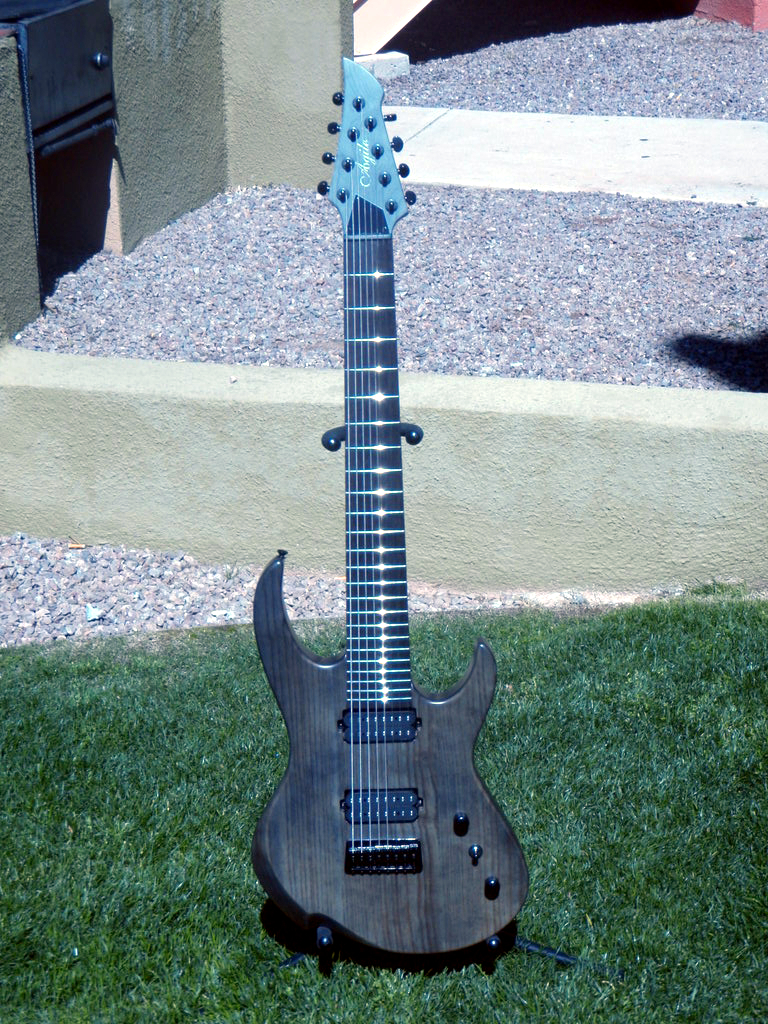
8弦ギター

8弦ギター（はちげんギター）とは、アコースティックギター及びエレクトリックギターのバリエーションの一つ。
通常のギターのチューニングは、音程が低い方の弦から、E‐A‐D‐G‐B‐Eとなっている。8弦ギターは一般的にその6本の弦に、2本の低音弦を追加したものである。（楽器の構造上高音弦を追加する事はもちろん可能だが、8弦ギターに高音弦が追加される事は稀である）
楽曲上の表現の幅が広がる反面、ネックの太さや該当ピックアップが少ないことから、大手メーカーによる生産を待ち望む声が多い。海外での量販はアイバニーズ社が先行して行っている事も有名。2009年より日本国内でも限定数ではあるが発売された。
有名な使用者は、
- Fredrik Thordendal - メシュガーのギタリスト。Ibanez製の8弦ギターを使用。チューニングF,Bb,Eb,Ab,Db,Gb,Bb,Eb。
- Mårten Hagström - メシュガーのギタリスト。Ibanez製8弦ギターを使用。
- ディーノ・カザレス - フィア・ファクトリー、DIVINE HERESYのギタリスト。Ibanez製の8弦ギターを使用。チューニング不明。
- デフトーンズのステファン・カーペンター

その他に使用しているアーティスト・バンドは
- ヤニ・ステファノヴィック (ミザレーション)
- マーカス・ベルティルソン (ミザレーション)
- The Acacia Strain
- アフター・ザ・ベリアル
- アニマルズ・アズ・リーダーズ
- グワァー
- High on Fire
- イーサーン
- Rusty Cooley
- Scale the Summit
- トラプト
- ホワイトチャペル
- Sleep Token
- MICK GORDON (コンポーザー、サウンドデザイナー)
- w:Ion Dissonance
- URBAN PREDATOR(JPN)
- DEATHGAZEのボーカリスト、ギタリストの藍
- MASAToooN
- 長山衛（オリンポス16闘神）
- 妖(NAZARE)

など